# Könsrock
Könsrock (sueco para Genitalia rock) é um gênero musical sueco caracterizado pelo humor off-color, lidando com assuntos como pessoas com deficiência, distúrbios e doenças, homossexualidade e nazismo, muitas vezes com fortes elementos de humor higiênico.

## Características
Könsrock é comumente produzido usando a mesma formação do punk rock, muitas vezes incluindo influências pós-punk com baterias eletrônicas, teclados e outros dispositivos eletrônicos. Algumas bandas usam instrumentos fortemente distorcidos semelhantes ao punk extremo, e alguns usam um som mais experimental feito deliberadamente para soar desagradável. As letras geralmente são ofensivas e tratam de temas como pessoas com deficiência, homossexualidade, pedofilia, funções corporais, nazismo, drogas e violência. Könsrock tem sido popular nas escolas na Suécia e em algumas ocasiões causou indignação pública.

## História
Duas importantes influências anteriores do Könsrock foram Johnny Bode, que lançou três discos nos anos 60 e 70 com músicas com letras sexuais explícitas, e Eddie Meduza, também conhecido por músicas com letras obscenas e muitas vezes sexuais. Como nenhum deles trabalhou no estilo punk rock, eles não são considerados parte do gênero Könsrock propriamente dito. Onkel Kånkel And His Kånkelbär, formados em 1979, são frequentemente considerados como criadores do gênero.

### Tunnan Och Moroten
Em 1994 Tunnan och Moroten (The Trashcan e The Carrot) começaram a fazer música juntos. As primeiras músicas foram lançadas como módulos Amiga, mas desde o final dos anos 1990, eles incorporaram guitarra e bateria. No final dos anos 1990, músicas em formato MP3 começaram a circular na internet, e Bajs i bastun foi lançado em 1998, tornando-se uma de suas músicas mais famosas. Agora são oito álbuns. Nos lançamentos posteriores, sintetizador, baixo, guitarra elétrica e bateria são usados, juntamente com influências de Chiptune.